# Modest fashion

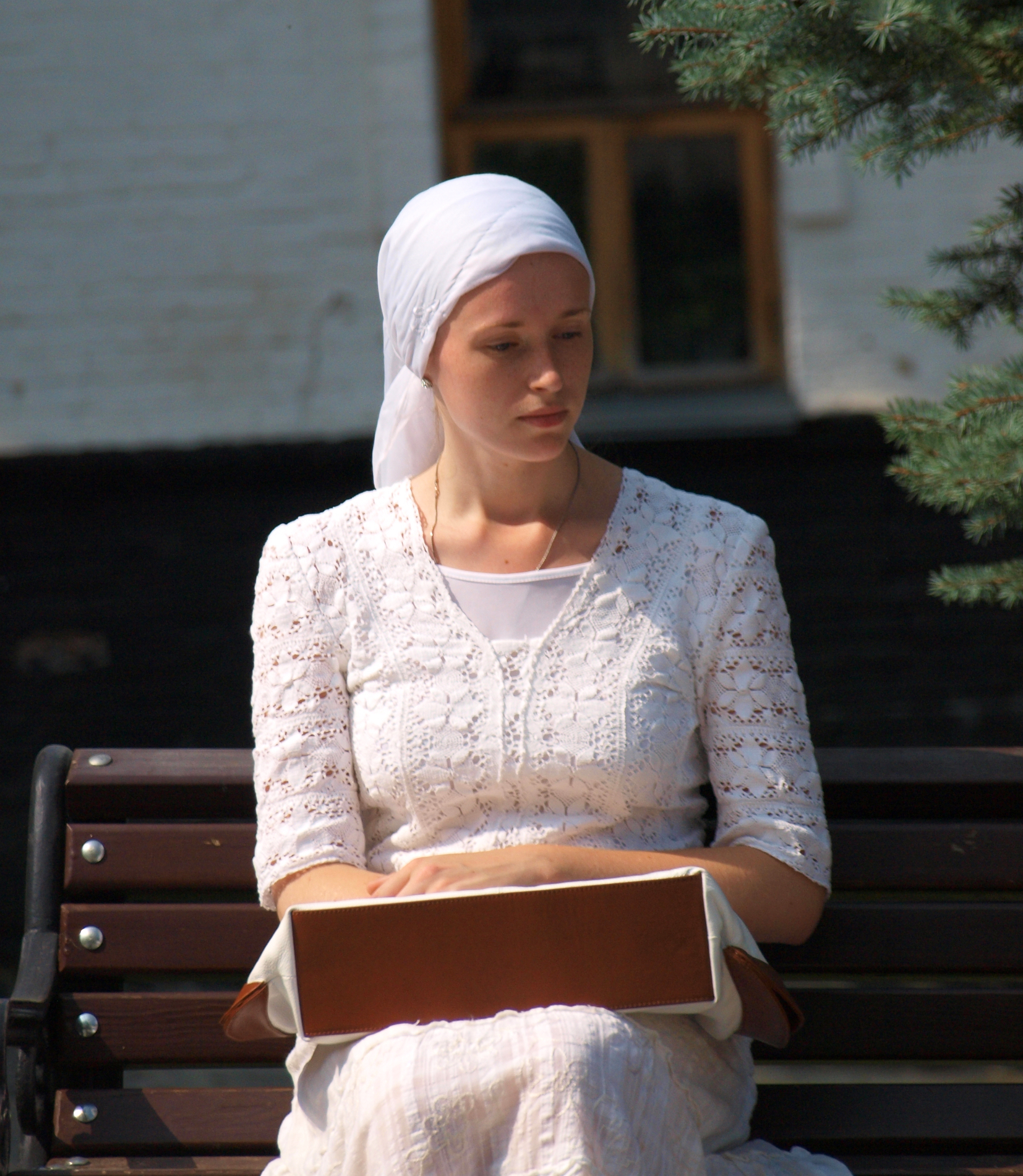
Eine orthodoxe Frau in der Ukraine, mit traditioneller Kleidung, und christlicher Kopfbedeckung

Modest fashion (oder modest dressing, in Deutsch etwa „bescheidene Mode“) wird für modische Kleidung verwendet, welche von religiösen Gruppen getragen wird. Diese Modeschöpfungen sind vor allem darauf ausgelegt, religiöse Gefühle der Träger zu befriedigen. Solche Mode wird als 'bescheiden' angepriesen. Die genaue Bedeutung von bescheiden ist je nach Gruppe anders. Innerhalb der Gruppen variiert die Bedeutung auch von Land zu Land. Die meisten stimmen darin überein, dass es sich um lose getragene Kleidung handelt, welche angenehm zu tragen ist, und welche den Großteil des Körpers bedeckt.

## Geschichte
Der Begriff „bescheiden“ hat je nach Religion und Kultur unterschiedliche Bedeutungen. Es gibt aber auch Gemeinsamkeiten: So bedecken viele christliche, jüdische, oder muslimische Frauen ihren Kopf. Christliche Frauen tragen meist eine Kopfbedeckung, jüdische oder muslimische Frauen eher einen Schleier.
Am 28. Juli 2015 fand in Turin eine Diskussionsrunde statt, um Regeln zu definieren, was „Modest Fashion“ ausmacht.
Im Jahr 2018, wurde „Modest Fashion“ als eine Industrie gesehen, welche eine Wertschöpfung von 250 Milliarden Dollar erwirtschaftete.

## Aufnahme
Muslimische und Jüdische Frauen haben von Modest Fashion gesagt, dass sie diese Art von Mode bestärke. „Die generelle Ansicht ist jedoch, Modest Fashion diene zur Unterdrückung.“, sagte Michelle Honig, eine strenggläubige jüdische Journalistin, welche eine Rede an einem Symposion der New York University hielt. „Aber wenn Frauen in den sogenannt 'befreiten Ländern' sich noch immer dafür entscheiden, ihre Körper zu bedecken, haben sie eine Wahl getroffen. Sie haben Einfluss.“
Gewisse Feministinnen haben Modest Fashion kritisiert und es ein „zynisches Konzept“ genannt. Nach einer Modest-Fashion-Ausstellung in Frankfurt, im Jahr 2019, meinte Inge Bell von der Gruppe Terre des Femmes, es sei ein „Schlag ins Gesicht von Frauen und Mädchen in aller Welt, welche keinen Schleier tragen wollen, oder welche ihn abnehmen wollen“. Ein Brief, welcher eine Aktivistin dem Magazin Emma geschickt hatte, nannte die Ausstellung einen Angriff auf einheimische und ausländische Aktivistinnen, welche sich für Frauenrechte einsetzten. Der Brief stellte auch klar, dass im Iran jedes Jahr tausendende von Frauen bestraft werden, weil sie sich der Kleiderordnung widersetzen.
Modest Fashion sollte stilistisch nicht einschränken. Die verschiedenen Marken produzieren Kleider, welche orthodoxe Muslime, Juden, Christen und Hindus gleichermaßen tragen können.